# 西班牙油條

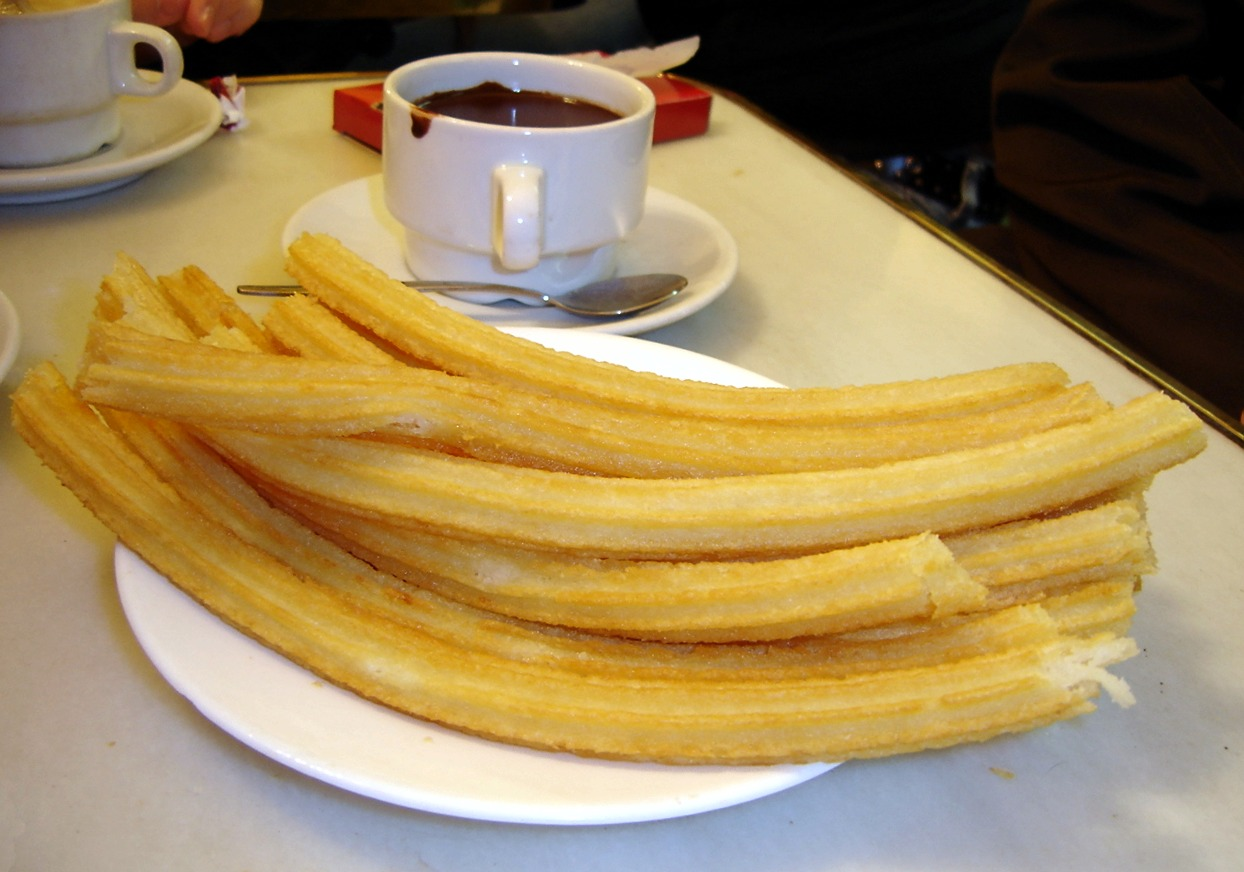
吉拿棒

吉拿棒（西班牙語：churro，西班牙語發音：[ˈtʃuro]，葡萄牙語發音：[ˈʃuʁu]），中國大陸譯作西班牙油條或吉事果，香港譯作西班牙油炸鬼，臺灣譯作吉拿棒，是一種西班牙和葡萄牙的油炸麵食，亦在拉丁美洲、法國、美國及加勒比海多個以拉美人為主的島嶼流行，是當地早餐／下午茶時經常會享用的甜品。

## 歷史
吉拿棒的起源尚不清楚。一種理論認為，這一概念是由葡萄牙人從中國帶到歐洲的。在中國明朝的時候，葡萄牙船隊乘船前往東方，學習了油條的製作技術並傳至西班牙。新的糕點很快被引入西班牙，並進行了改良，使麵團通過星形噴嘴擠出而不是拉出。後來，西、葡殖民者將這種吉拿棒的製作技術播到他們在拉美的殖民地。
另一個理論認為，吉拿棒是西班牙牧羊人為了代替新鮮的烘焙食品而製作的。西班牙的牧羊人由於需長期在野外放羊，沒有條件烘烤麵包，便發明了油炸麵團的簡易做法，而且高熱量食物更適合寒冷的野外生活。

## 製法
一般來說吉拿棒都是以麵粉製成的生麵團製作，但亦有用馬鈴薯粉。生麵團透過花邊擠筒擠出來，使吉拿棒帶有花紋，然後再放進油鍋裡炸。炸好的吉拿棒會灑上糖或肉桂粉，就成為一種美味的點心。

## 食法
吉拿棒常蘸上濃郁的熱朱古力或咖啡來吃；在古巴或哥伦比亚，吉拿棒常撒上白糖食用；在台灣人們通常將吉拿棒拿來配電影。